# Dreifaltigkeitskirche (Unterschwaningen)

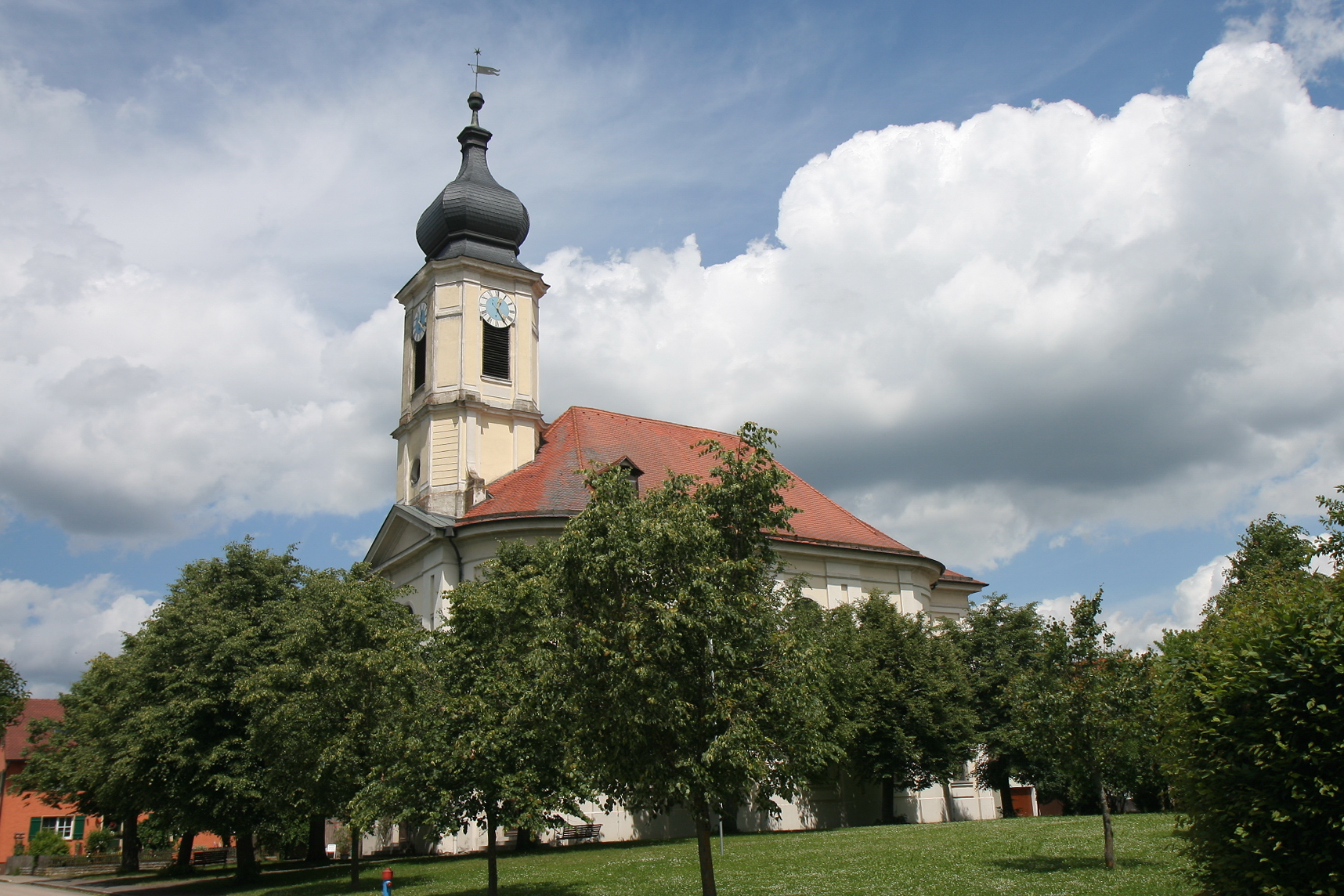
Dreifaltigkeitskirche (Unterschwaningen)

Die denkmalgeschützte, evangelisch-lutherische Pfarrkirche Heilige Dreifaltigkeit steht in Unterschwaningen, einer Gemeinde im Landkreis Ansbach (Mittelfranken, Bayern). Die Pfarrkirche ist unter der Denkmalnummer D-5-71-208-1 als Baudenkmal in der Bayerischen Denkmalliste eingetragen. Die Kirchengemeinde gehört zum Dekanat Wassertrüdingen im Kirchenkreis Ansbach-Würzburg der Evangelisch-Lutherischen Kirche in Bayern.

## Beschreibung
Friederike Luise von Preußen, nachdem sie sich in Unterschwaningen zurückgezogen hatte, beauftragte Leopoldo Retti, eine Kirche zu bauen, zur Ausführung kam allerdings 1738–43 die barocke Predigtkirche nach Plänen von Johann David Steingruber im Markgrafenstil. Sie besteht aus einem Langhaus mit abgerundeten Ecken, einem eingezogenen, querrechteckigen Chor im Nordosten und einem Fassadenturm im Südwesten, der vollständig in das Langhaus eingestellt, und dem ein Risalit mit dem Portal vorgelagert ist. Das oberste Geschoss des Fassadenturms beherbergt die Turmuhr und den Glockenstuhl. Darauf sitzt eine schiefergedeckte Zwiebelhaube. Die Längsseiten des Langhauses haben doppelstöckige Emporen. Zur Kirchenausstattung gehört ein Kanzelaltar in einer Nische in der Stirnwand. Die Orgel mit 17 Registern und einem Manual wurde 1743 von Friedrich Sigmund Prediger erbaut.

## Orgel
Die Orgel wurde  ursprünglich 1743 von Friedrich Sigmund Prediger mit 17 Registern mit einem Manual und Pedal erbaut. Von diesem Instrument zeugt heute noch das imposante Barockorgelgehäuse. Die zwischenzeitlich im 19. Jahrhundert erneuerte Orgel wurde 1953 durch ein neues Orgelwerk der Fa. Steinmeyer aus Oettingen ersetzt, deren 18 Register auf zwei Manuale und Pedal verteilt sind. Im Jahr 2023 wurde das Instrument im Zuge einer Sanierung um eine Trompetenpfeifenreihe erweitert. Dieses Register stammt aus der ehemaligen Laurentius-Orgel der Nürnberger St. Lorenzkirche und ist in  Auszügen in der 16/8/4-Lage im zweiten Manual und Pedal spielbar. 
Die Orgel ist die erste nach 1945 größere rein mechanisch gebaute Orgel der Fa. Steinmeyer.
| I Manual |           |        |
| 1.       | Prinzipal | 8′     |
| 2.       | Bordun    | 16′    |
| 3.       | Rohrflöte | 8′     |
| 4.       | Oktave    | 4′     |
| 5.       | Hohlflöte | 4′     |
| 6.       | Octave    | 2′     |
| 7.       | Mixtur IV | 1 1/3′ |

| II Manual |                 |        |
| 8.        | Gedeckt         | 8′     |
| 9.        | Salicional      | 8′     |
| 10        | Ital. Prinzipal | 4′     |
| 11.       | Sesquialtera II | 2 2/3′ |
| 12.       | Waldflöte       | 2′     |
| 13        | Cymbel III      | 1/2′   |
| 14        | Trompete        | 16′    |
| 15.       | Trompete        | 8′     |
| 16.       | Trompete        | 4′     |

| Pedal |          |     |
| 17.   | Violon   | 16′ |
| 18.   | Subbaß   | 16′ |
| 19.   | Oktavbaß | 8′  |
| 20    | Flötbaß  | 4′  |
| 21.   | Oktav    | 2′  |
| 22    | Trompete | 16′ |
| 23.   | Trompete | 8′  |